# Remshagen

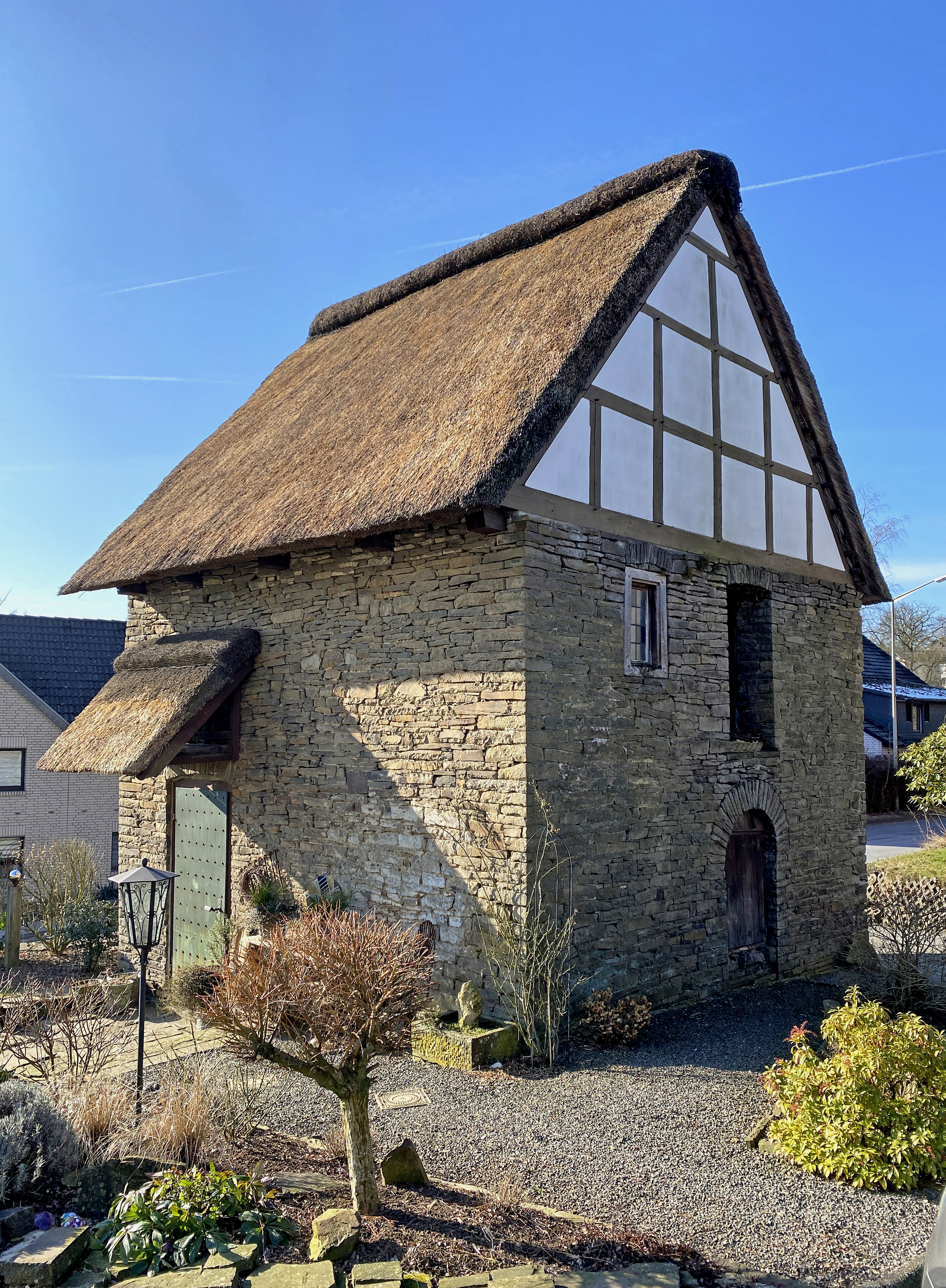
Baudenkmal ehem. Spritzenhaus

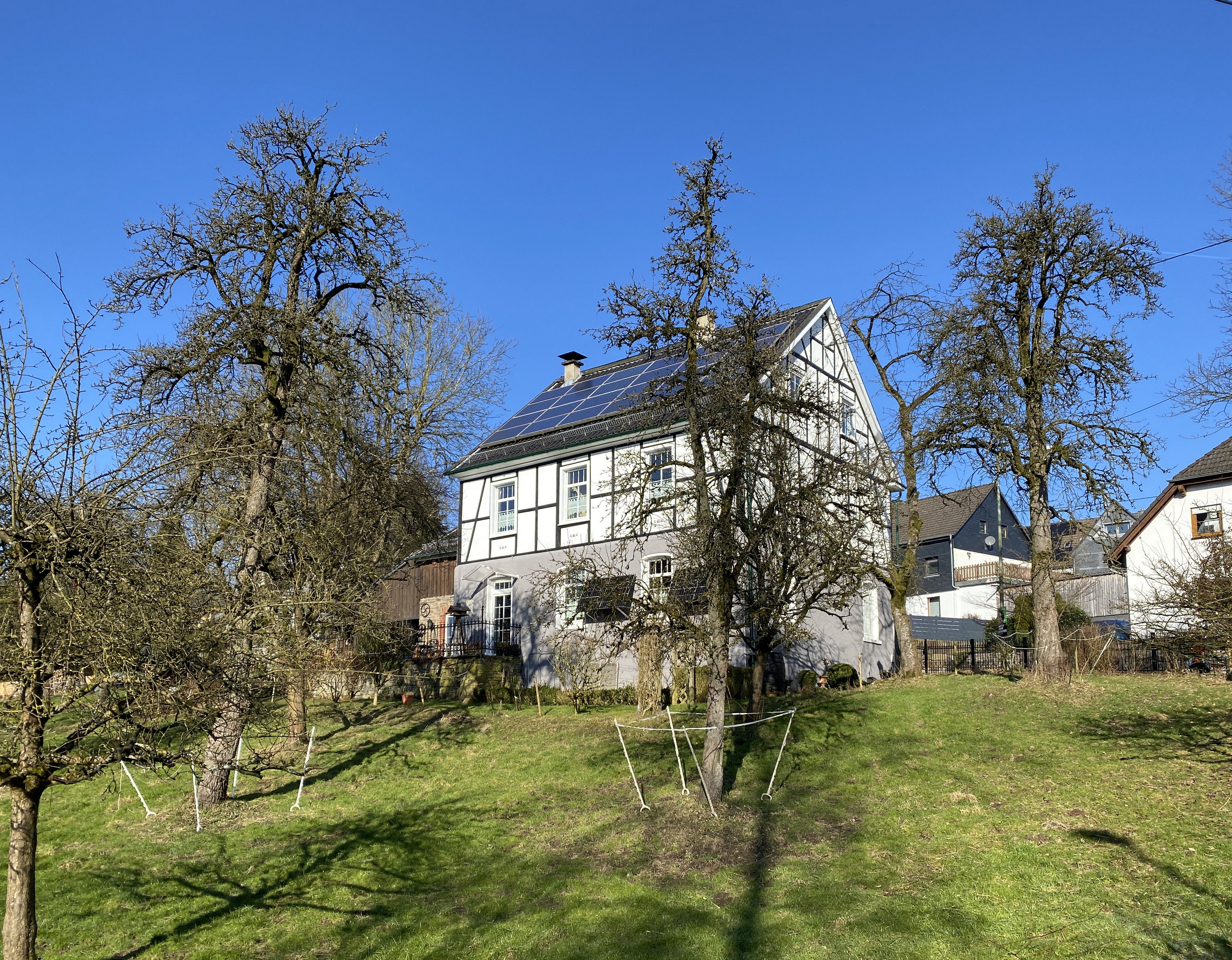
Fachwerkhaus – Streuobstwiese

Die Ortschaft Remshagen ist ein Ortsteil der Gemeinde Lindlar, Oberbergischen Kreis im Regierungsbezirk Köln in Nordrhein-Westfalen. Sie liegt östlich von Lindlar.

## Lage und Beschreibung
An der Ortschaft führt die Kreisstraße 19 vorbei, die Lindlar mit der Gemeinde Engelskirchen verbindet. Genutzt wird die K 19 überwiegend durch Verkehr in und aus Richtung der Anschlussstelle Engelskirchen der A 4. Die Bundesautobahn 4 ist mit dem PKW innerhalb von ca. 10 min zu erreichen. Insbesondere LKW zur Zentraldeponie Leppe und zum Industriepark Klause nehmen die Strecke in Anspruch.

## Geschichte
1413 wurde Remshagen zum ersten Mal urkundlich erwähnt, und zwar als rempshaen.
Im Mittelalter war Remshagen Mittelpunkt der gleichnamigen Honschaft im Kirchspiel Lindlar. Zur Honschaft gehörten Birken, Timberg, Fenke und Rübach.
Die Honschaft Remshagen gehörte bis 1621 zum Amt Steinbach im Herzogtum Berg und wurde zusammen mit der Honschaft Leppe an die Herren von Schwarzenberg zu Lehen gegeben. Remshagen war unter der Herrschaft Gimborn ein sogenannter freier Hof.
Das Dorf Remshagen gehörte bis 1806 zur Reichsherrschaft Gimborn-Neustadt. Nach seiner Zugehörigkeit zum Großherzogtum Berg (1806–1813) und einer provisorischen Übergangsverwaltung kam die Region aufgrund der auf dem Wiener Kongress getroffenen Vereinbarungen 1815 zum Königreich Preußen. Unter der preußischen Verwaltung gehörte der Ort zunächst zum Kreis Gimborn (1816–1825) und danach zum Kreis Gummersbach in der Rheinprovinz. Im Jahr 1843 hatte Remshagen 165 Einwohner, die in 36 Häusern lebten; 84 der Einwohner waren katholisch, 81 evangelisch.
Nach dem Ersten Weltkrieg führte eine Schmuggelstraße vom besetzten Lindlar über Horpe und Remshagen in den unbesetzten Teil Deutschlands (siehe hierzu Lindlar).
Prägend für die Ortschaft sind mehrere Steinbrüche, die inzwischen aber stillgelegt sind.
Bis zur kommunalen Neugliederung im Jahre 1975 gehörte der Ort zur Gemeinde Gimborn. Aufgrund § 14 des Köln-Gesetzes wurde der Ortsteil Remshagen in Lindlar eingemeindet.
Außerdem erwähnenswert ist das sehr ausgeprägte Dorfleben mit Feuerwehrfest, Bolzplatzfest, Sommerfest, Martinszug, Weihnachtsbaumschmücken, Senioren-Nikolausfeier, und allerlei weiteren Aktivitäten, die den gemeinschaftlichen Zusammenhalt des Dorfes kräftig unterstützen.

## Sehenswürdigkeiten
- In Remshagen stehen verschiedene alte Wegekreuze.
- Ökumenische Schöpfungskapelle
- Baudenkmal ehemaliges Spritzenhaus
- Baudenkmal Am Weiher 9
- Baudenkmal Stockener Weg 4
- Baudenkmal Fachwerkhof Zum Bayenhof 3
- Der Steinbruch Hardt, in dem unter anderem eine alte „Filmkulisse“ von Filmaufnahmen für einen versunkenen Tempel mit rätselhafter lateinischer Inschrift, eine Unterwasserkapsel, die eine Kapsel der Raumstation MIR aus Trainingszeiten der Astronauten des DLR/ESA Centers darstellt und ein VW Käfer zu finden sind.

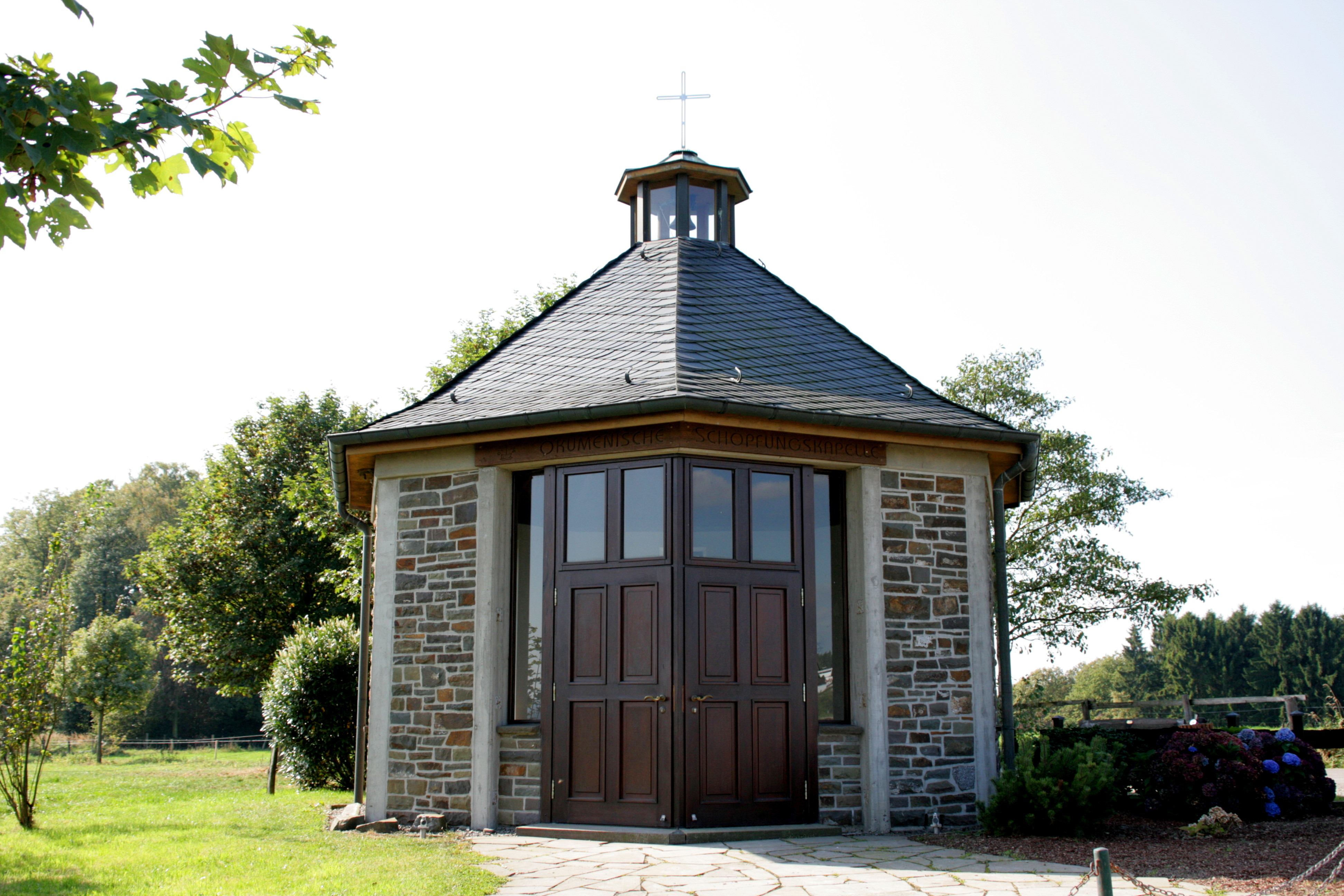
Ökumenische Schöpfungskapelle
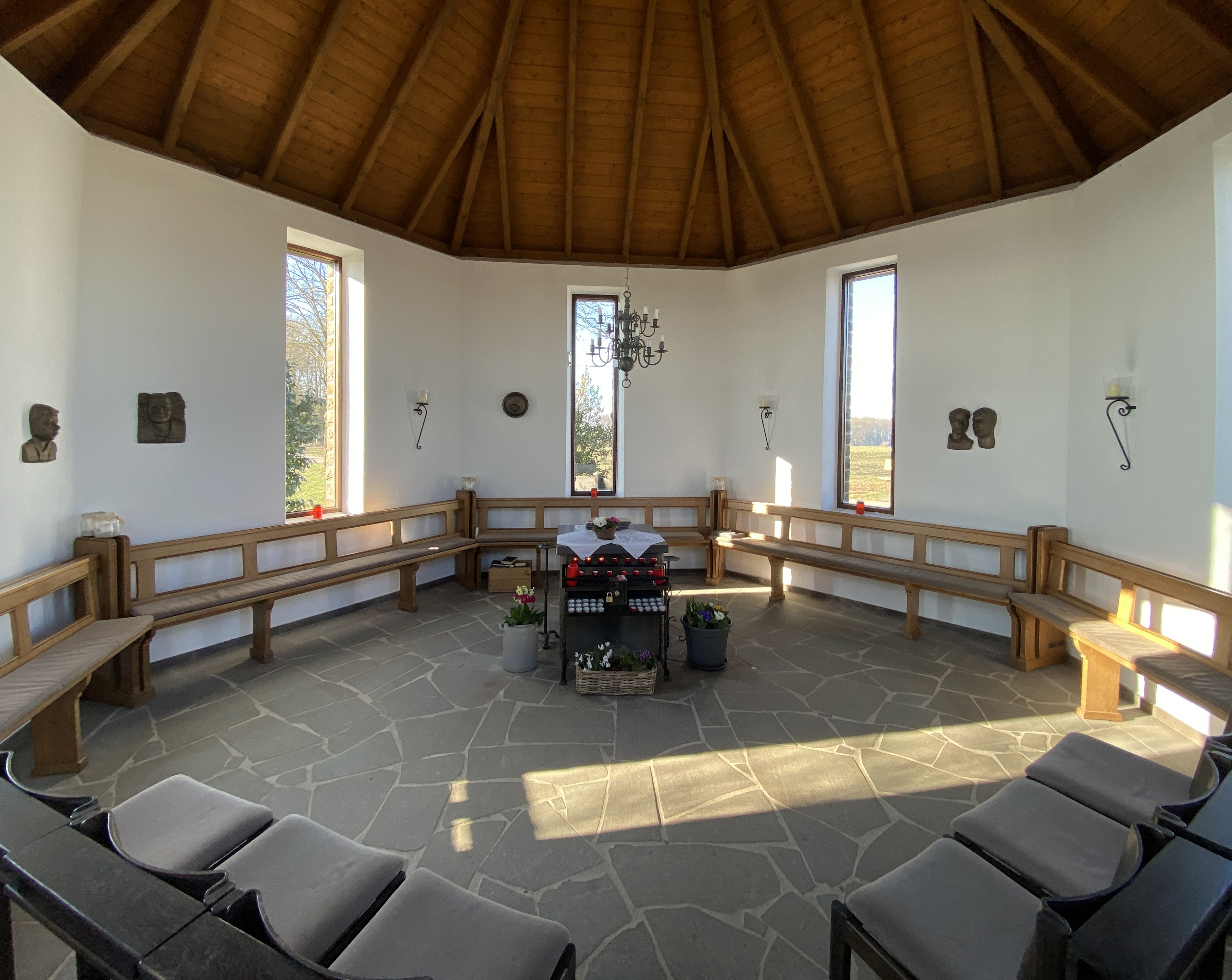
Innenausicht der Ökumenische Schöpfungskapelle
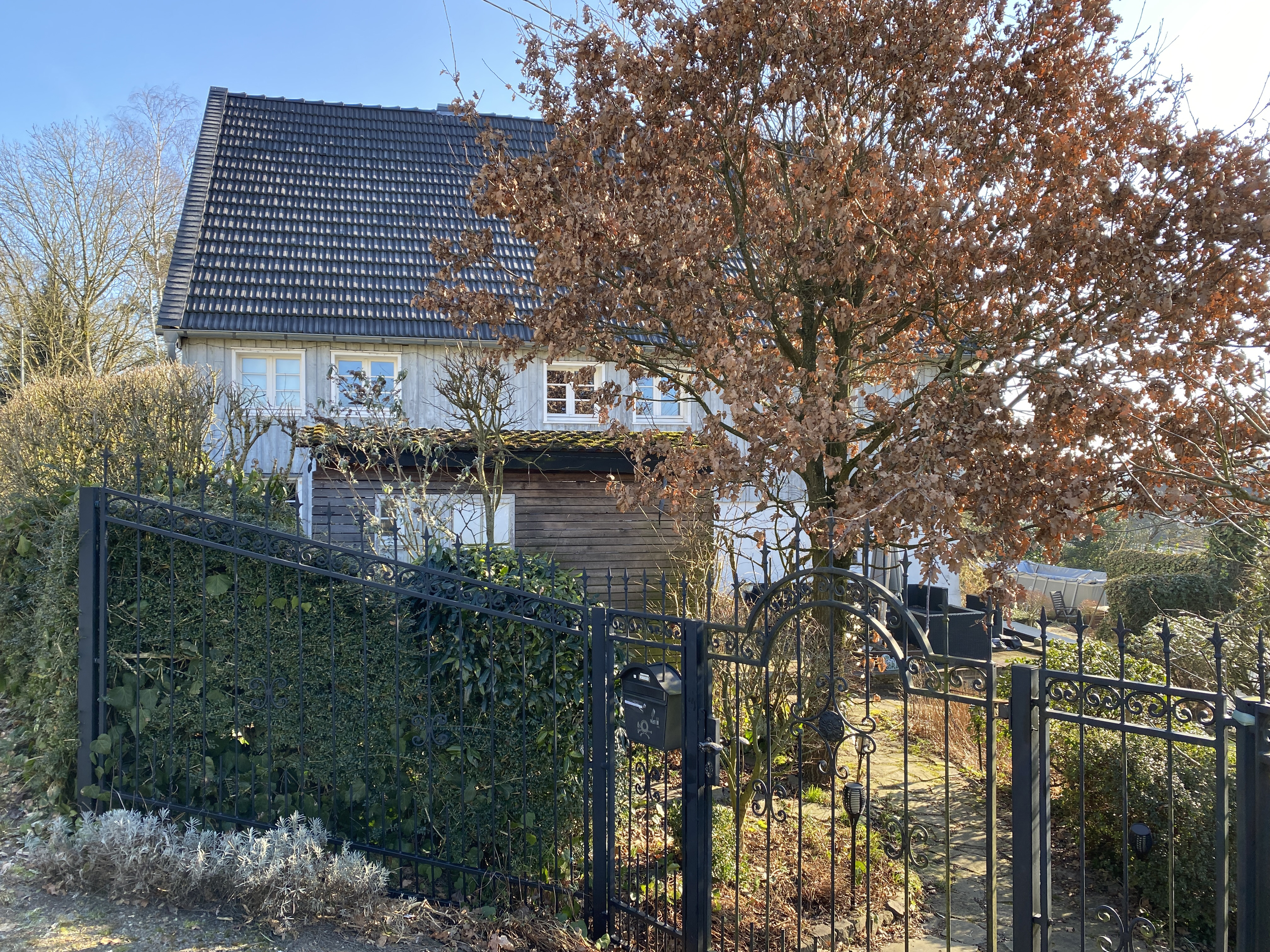
Baudenkmal Stockener Weg 4
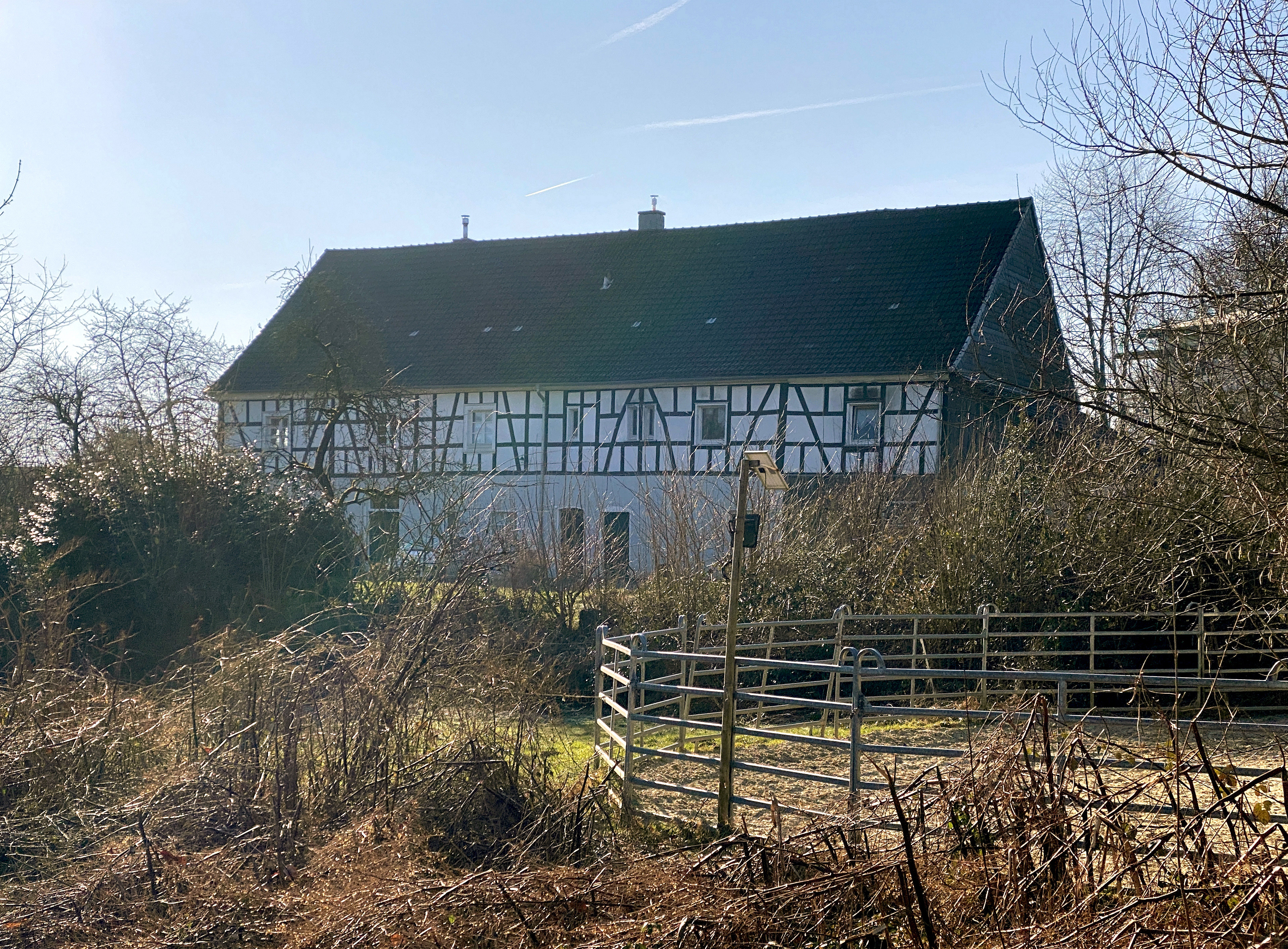
Baudenkmal Zum Bayenhof 3
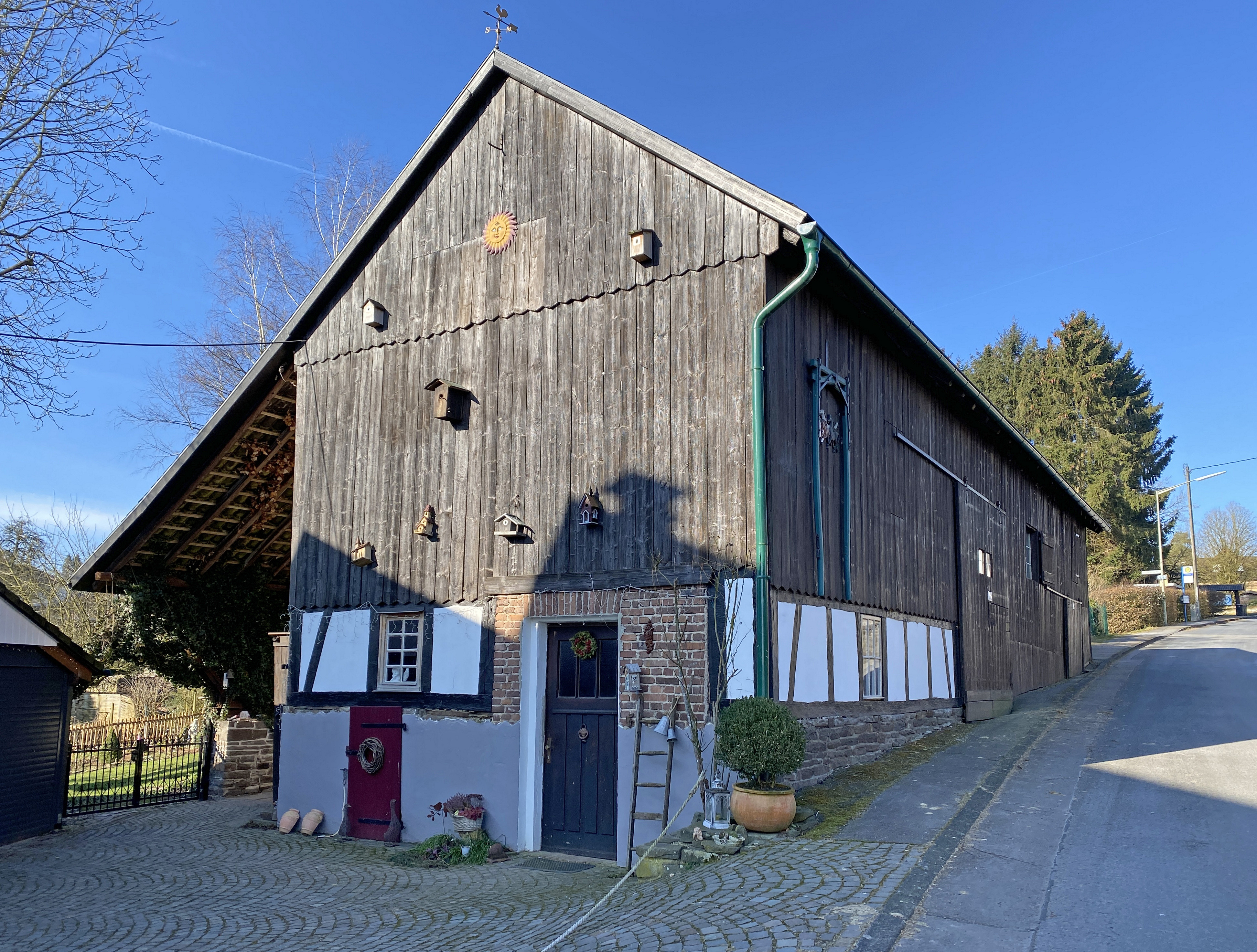
Wirtschaftsgebäude Remshagener Straße
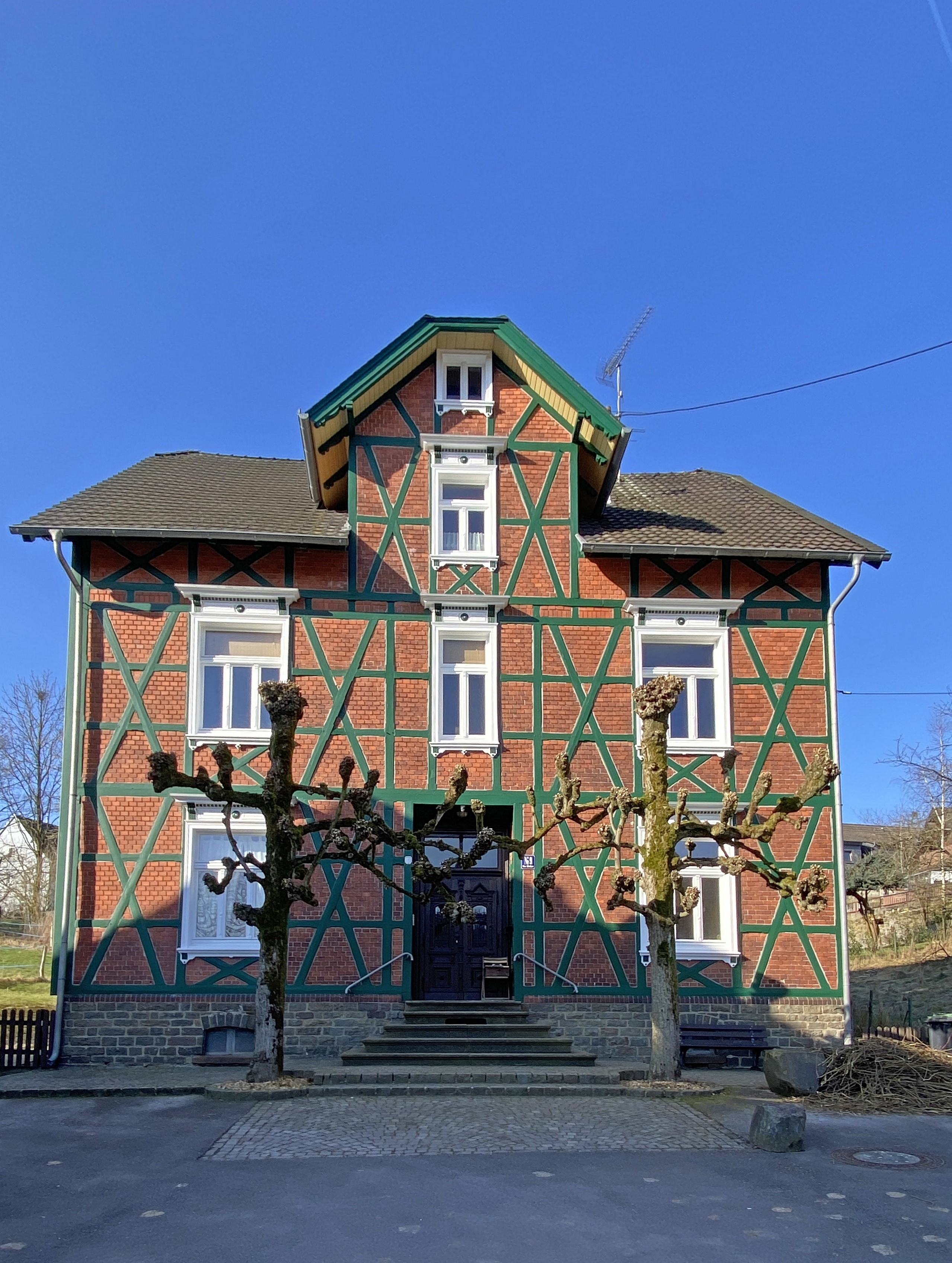
Baudenkmal Am Weiher 9

## Industrie und Gewerbe

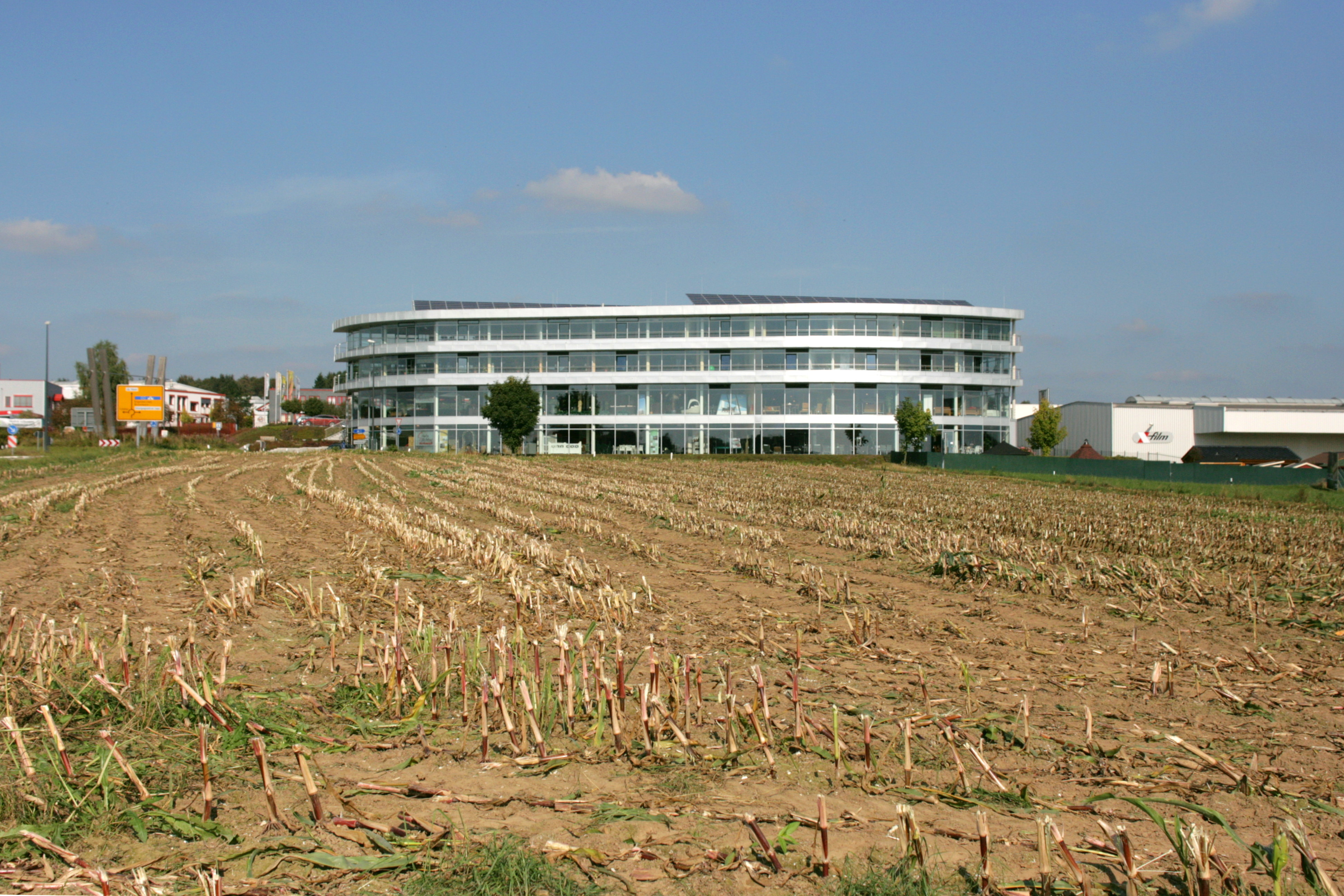
Blick auf das Gewerbegebiet

- Nördlich des Ortes befindet sich das Gewerbegebiet Klause mit Industrie- und Bürogebäuden. Die Außenbereiche des Ortes sind landwirtschaftlich geprägt.

## Öffentliche Einrichtungen
- Feuerwehr Remshagen (gegründet 1912), Einheit der Freiwilligen Feuerwehr der Gemeinde Lindlar

## Freizeit

### Wandern und Radwege
Folgender Wanderweg vom SGV durchquert Remshagen:
- X28 von Hattingen nach Schladern

### Vereinsleben
- Dorfgemeinschaft Remshagen e. V.

## Busverbindungen
Haltestelle Remshagen:
- 332 Wipperfürth – Lindlar – Remshagen – Engelskirchen Bf. (OVAG)
- 316 Lindlar – Remshagen – Neuremscheid – Strombach – Gummersbach Bf.(OVAG)
- 401 Industriegebiet Klause – Lindlar – Waldbruch – Schmitzhöhe – Hommerich – Kürten Schulzentrum (KWS)

Haltestelle Am Weier:
- 332 Wipperfürth – Lindlar – Remshagen – Engelskirchen Bf. (OVAG)
- 316 Lindlar – Remshagen – Neuremscheid – Strombach – Gummersbach Bf.(OVAG)